# Biophytum proliferum
Biophytum proliferum är en harsyreväxtart som först beskrevs av George Arnott Walker Arnott, och fick sitt nu gällande namn av Robert Wight. Biophytum proliferum ingår i släktet Biophytum och familjen harsyreväxter. Inga underarter finns listade i Catalogue of Life.